# Библиотека „Јоаникије Памучина” у Мостару
Библиотека Јоаникије Памучина је библиотека Владичанског двора Епархије захумско-херцеговачке и приморске у Мостару и културна институција од изузетног значаја за српски народ у Мостару и Херцеговачко-неретванском кантону. Библиотека представља једину српску библиотеку у граду Мостару, а налази се на адреси Конак 7.
Од свог обнављања, 2012. године, библиотека носи име по архимандриту Јоаникују Памучини (1810-1870), једном од најзначајнијих мостарских књижевних и културно-просвјетних личности.

## Историјат
Библиотека српске општине у Мостару датира из 19. вијека и настака је поклоном Памучинових, Шолајиних, Чокорилових и других књига црквеној општини мостарској. Осим тога, све већи број Мостараца ствара богате личне библиотеке.
У том погледу посебно је био познат Ристо Иванишевић, који је важио за тадашњег најпознатијег мостарског библиофила, у чијој заоставштини је остала богата библиотека. У архивској грађи Котарског суда Мостар, у кутији са ознаком оставине (1913. – 1918.) пронађен је попис библиотеке Ристе И. Иванишевића. У погледу састављања инвентара библиотеке, Иванишевић је својим тестаментом оставио комплетан књижни фонд Српској православној црквеној општини Мостар у трајно власништво. Готово сви аутори који су до тада писали о библиотекама у Босни и Херцеговини маргинализирају веома богату библиотеку Српско православне црквене општине у Мостару. У библиотеци су била заступљена дјела из науке, историје, умјетности и културе, просвјете и других области.
Године 1891. српско пјевачко друштво „Гусле”, добија одобрење од власти да може отворити читаоницу са библиотеком. Библиотека је формирана највише поклонима и властитим средствима, а 1898. године имала је 14 одјељења са фондом од око 2000 књига. Могли су је користити и они који нису били чланови „Гусала”. Читаоница је примала више од тридесет периодичних и дневних листова и часописа, политичког, књижевног и забавног карактера, а скоро сви су били српски. Читаоница је постојала до 1911. године, а библиотека до 1913. године, када је предата „Просвјети” с циљем оснивања централне библиотеке тог друштва. Дио овог књижног фонда је предат црквеној општини мостарској и постао је дио фонда већ постојеће библиотеке црквене општине.
Библиотека Владичанског двора у Мостару „Јоаникије Памучина“ баштини традицију Библиотеке Српске православне црквене општине мостарске, чији богати фонд је деведесетих година прошлог вијека у потпуности уништен након минирања и уништавања свих објеката Српске православне цркве у Мостару, од стране оружаних формација хрватског и муслиманског народа.
Након повратка Срба у Мостар и почетка обнављања вјерско-културних објеката уништених током Одбрамбено-отаџбинског рата, на иницијативу мостарског свештенства приступило се формирању библиотеке првенствено намијењене српском народу. Народна библиотека Србије и Српска православна епархија захумско-херцеговачка и приморска потписале су 10. маја 2012. године у Мостару Протокол о сарадњи који за циљ имао формирање библиотеке у оквиру новоуспостављеног Генералног конзулата Републике Србије. Протокол о сарадњи потписали су вршилац дужности управника Народне библиотеке Србије Дејан Ристић и протојереј-ставрофор Радивоје Круљ, старјешина саборног храма Свете Тројице у Мостару у име епископа захумско-херцеговачког и приморског Господина Григорија. Потписивању протокола присуствовала је и отправница послова Амбасаде Републике Србије у Босни и Херцеговини Љиљана Милојевић-Боровчанин.

## Фонд библиотеке
С обзиром да је комплетан књижни фонд бивше библиотеке црквене општине мостарске уништен током ратних дешавања, данашњи фонд библиотеке представља у највећој мјери донације јавних и приватних установа као и приватних лиц, фондација и удружења. Непрестано обнављајући и увећавајући свој фонд, Библиотека „Јоаникије Памучина“ прикупља, како антикварне књиге, тако и савремена издања, нарочито тематски везана за подручја данашње Херцеговине кроз историју.
Једна од значајних донација је била од стране Министарства просвјете и културе Републике Српске, у августу мјесецу 2018. године, када је министар Дане Малешевић уручио донацију књига из личне библиотеке за црквену Библиотеку „Јоаникије Памучина" у Мостару. Директор Завода за уџбенике и наставна средства Републике Српске из Источног Сарајева Раде Ристовић такође је библиотеци донирао значајан број наслова у име Завода. Више од 200 наслова поклњено је библиотеци Српске православне цркве у Мостару. Ријеч је о белетристици домаћих аутора који су своја дјела подарили читалаштву Републике Српске. Књижни фонд библиотеке обогатили су и Ранка Мутевелић, власница Издавачко-књижарског друштва „Мутевелић“, директорица Позоришта лутака у Мостару, и члан СПКД „Просвјета“ и мостарског СПКУД „Гусле“, и Бранимир Мартинац, власник мостарске галерије „Мартино“ и један од истакнутих културних прегалаца Мостара. Библиотека је тада добила монографију „Мостар од постанка до 1992.“, значајно издање овог Издавачко-књижарског друштва, као и сва издања галерије „Мартино“, међу којима су: „Херцеговина земља вина“ и најновија антологија старих фотографија „Мостар музеј сјећања“. У склопу своје акције „1000 књига за културне и образовне институције у БиХ“, челници Књижевне фондације „Фра Грго Мартић“ из Крешева посјетили су Владичански двор у Мостару те уручили комплет својих издања за библиотеку „Јоаникије Памучина".